# Церква Святого Йоана Канео
Церква Святого Йоана Канео (макед. црква «Свети Јован Канео»), також відома як церква Святого Іоанна Богослова — храм Македонської православної церкви, розташований в місті Охрид на скелі над Охридським озером . Є однією з найвідоміших пам'яток та одним із архітектурних символів міста. Храм споруджено на честь апостола Іоанна Богослова. Назву «Канео» отримала від назви рибальського селища, яке тут колись існувало.

## Історія
Точна дата будівництва храму невідома. Дослідження підтверджують, що храм був збудований у XIII столітті, ще до завоювання території Македонії Османською імперією. В записах, знайдених у церкві святих Констянтина та Єлени у м. Охрид згадується поле села Лесковець, яке межує з власністю цієї церкви та належить церкві св. Іоана Канео — це свідчить, що церква була побудована ще до 1447 року. Можливо вона була кафоліконом — головною церквою монастиря, зруйнованого османами.
За місцевою легендою, в церкві Іоанна Канео вінчався болгарський цар Іван Асен II.
Під час османського владарювання церковна споруда поступово занепадала і починаючи з XVII століття до 1-ї пол. XIX століття фактично руйнувалася. Про це свідчить те, що найдавніша ікона, яка була знайдена у церкві, датується аж 1676 роком.
В 50-х роках ХІХ століття почалися відновлювальні роботи: церкву відновили, встановили дерев'яний іконостас та по-новому розписали стіни та купол.
Під час реставраційних робіт у 1964 році були виявлені старовинні фрески, датовані періодом правління візантійської династії Комнінів.
В даний час у церкві встановлене спеціальне вентиляційне обладнання, яке дозволяє зберегти старовинні фрески. Сьогодні ця церковна споруда є одним із найвідоміших туристичних місць міста Охрид.

## Архітектура

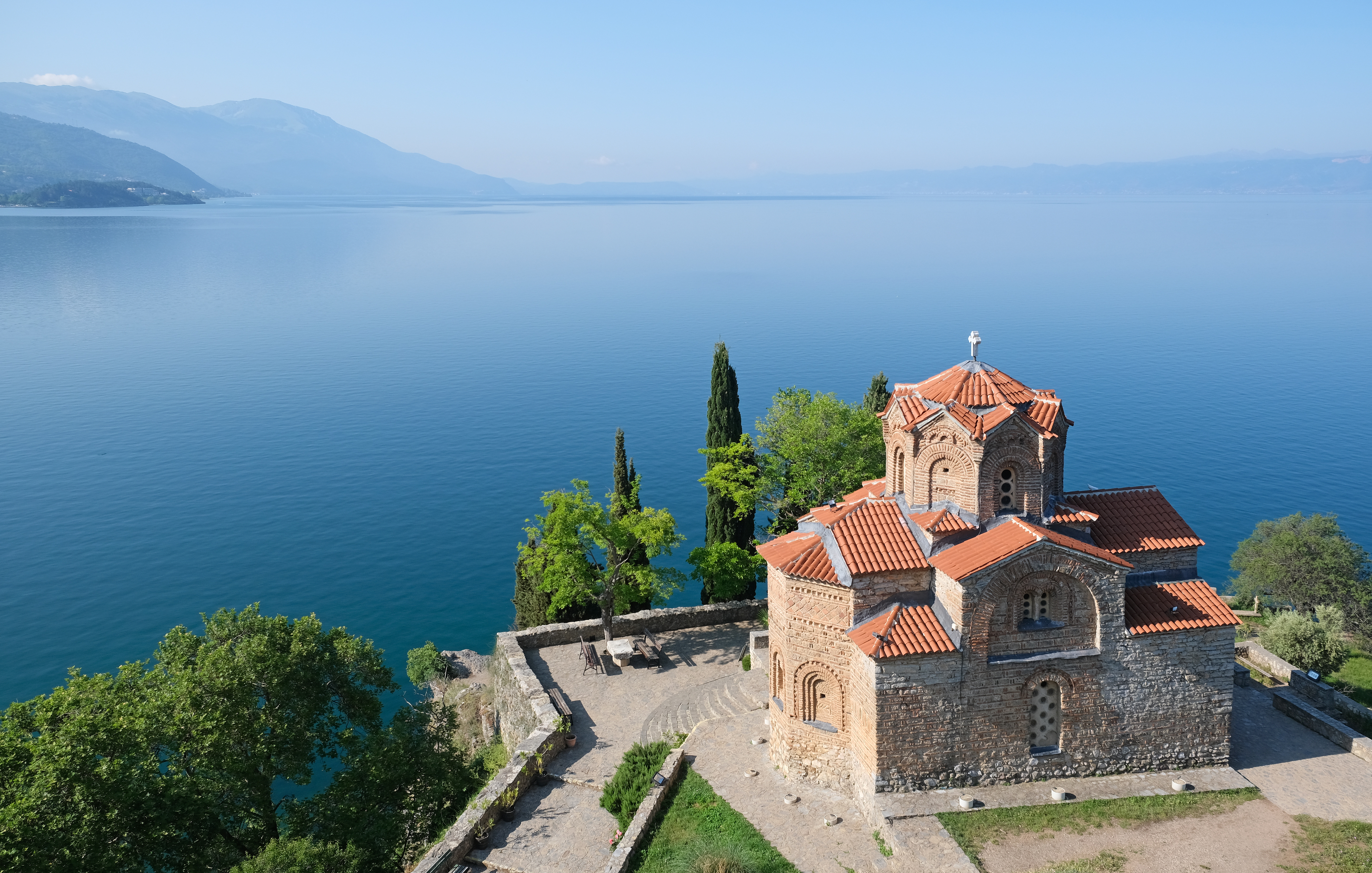
Церква на скелі над Охридським озером

Храм має в своїй архітектурній основі типовий тринефний хрестово-купольний план з вписаним хрестом та потрійною апсидою. Бічні нави поступаються по висоті центральній, утворюючи окремі яруси будівлі. Восьмикутний купол, що підтримується на чотирьох стовпах вітрилами, прикрашений ступінчастими віконними нішами, зубчастим цегляним фризом, а також виконаними в XIII–XIV століттях трикутними закомарами. Нижня частина церкви побудована з каменю, а верхня — з почергових горизонтальних рядів цегли та травертину. Вкрита будівля черепицею. Невідомий будівничий зміг поєднати в будівлі храму візантійські та вірменські архітектурні елементи, особливо при зведенні восьмикутного куполу.

## Внутрішнє оздоблення
Про більшість оригінальних фресок можна судити лише по окремим фрагментам, що збереглися до нашого часу або були виявлені під час реставрації. Так, у 1964 році фахівці відкрили під куполом храму фреску XIV століття, на який зображений Христос Пантократор в оточенні вісьмох ангелів, що летять.
На фресках у секціях між вікнами на барабані зображені вісім біблійних пророків у повний зріст. На стінах також є фрески із зображенням Ісуса Христа (на південному стовпі), покровителя храму — апостола Іоанна Богослова (на північному стовпі), покровителя міста Охрид — святого Климента Охридського, охридського архієпископа Константина Кавасили, а також Еразма Охридського , який вважається першим охридським єпископом, а також вшановується католицькою церквою як один з чотирнадцяти святих помічників. У зоні вівтаря зображена сцена Причастя Апостолів в царських шатах, що є досить незвичним у візантійському живописі.